# Dan I. Andersson
Dan I. Andersson, född 1957, är en svensk bakteriolog och evolutionsbiolog verksam vid Uppsala universitet där han leder en forskargrupp.
Andersson disputerade 1986 vid Uppsala universitet  och efter en postdoc vid University of Utah, USA (1986-1989) arbetade han som chefsmikrobiolog vid Smittskyddsinstitutet, Solna. 2004 utsågs Andersson till professor i medicinsk bakteriologi vid Uppsala universitet. Han är invald som ledamot i American Academy of Microbiology (2012), European Academy of Microbiology (2013), Kungliga Vetenskapssocieteten i Uppsala (2014) samt  Kungliga Vetenskapsakademien (2015). Andersson tilldelades det Björkénska priset vid Uppsala universitet 2023 och Rudbeckmedaljen 2024.